# فیلم کنتاکی فراید
فیلم کنتاکی فراید (انگلیسی: The Kentucky Fried Movie) فیلمی آمریکایی در سبک کمدی به کارگردانی جان لندیس است که در سال ۱۹۷۷ منتشر شد.